# Quarta peça inflable
Quarta peça inflable fou una instal·lació que l'artista català Josep Ponsatí va fer a Barcelona el setembre del 1977 amb motiu de Jardinova, una exposició de jardineria organitzada a la Fira de Montjuïc pel llavors director de Parcs i Jardins, Joaquim Casamor.

## Descripció
L'estructura, formada per disset mòduls rectangulars blancs, feia vuit metres de costat i assolia una altura de quaranta-cinc metres. Malgrat la seva estètica minimalista, definida com a land art per Pilar Parcerisas, l'obra se situava més enllà de l'especulació formal, gràcies també a una forma de producció i un muntatge col·laboratius que formaven part de la peça: els seus tres dies de durada van constituir una mena de happening en què van participar nombrosos col·laboradors.

## Documentació
Els processos queden recollits a les imatges de Toni Vidal i el registre fílmic de Josep Lluís Valls, que van mostrar a l'Espai 10 de la Fundació Joan Miró de quina manera aquestes escultures de gran format trencaven les barreres entre
art i vida: els cossos pneumàtics inflats amb heli transformaven les seves forces ascensionals segons les condicions meteorològiques, i el vent feia el seu paper en la tensió mecànica lateral de la subjecció. Com deia Alexandre Cirici al catàleg de la mostra: 
| «                  | No són coses que hem vist. Són coses que ens han passat a nosaltres | » |
| — Alexandre Cirici |                                                                     |   |